# Élections régionales en Schleswig-Holstein
Les élections régionales en Schleswig-Holstein (en allemand : Landtagswahlen in Schleswig-Holstein) sont organisées tous les cinq ans dans le Land de Schleswig-Holstein, sauf en cas de dissolution anticipée, afin de désigner les députés régionaux qui siègent au sein du Landtag.

## Résumé
| Élections au Landtag de Schleswig-Holstein |               |           |               |                            |         |         |                    |                        |
| Année                                      | Participation | Hémicycle | Parti en tête | Parti en tête              | Score   | Sièges  | Ministre-président | Ministre-président     |
| 1947                                       | 69,79 %       |           |               | Parti social-démocrate     | 43,79 % | 43 / 70 |                    | Hermann Lüdemann       |
| 1950                                       | 78,21 %       |           |               | Parti social-démocrate     | 27,48 % | 19 / 69 |                    | Walter Bartram         |
| 1954                                       | 78,61 %       |           |               | Parti social-démocrate     | 33,16 % | 25 / 69 |                    | Kai-Uwe von Hassel     |
| 1958                                       | 78,70 %       |           |               | Union chrétienne-démocrate | 44,43 % | 33 / 69 |                    | Kai-Uwe von Hassel     |
| 1962                                       | 70,15 %       |           |               | Union chrétienne-démocrate | 45,03 % | 34 / 69 |                    | Helmut Lemke           |
| 1967                                       | 74,06 %       |           |               | Union chrétienne-démocrate | 45,98 % | 34 / 73 |                    | Helmut Lemke           |
| 1971                                       | 79,20 %       |           |               | Union chrétienne-démocrate | 51,87 % | 40 / 73 |                    | Gerhard Stoltenberg    |
| 1975                                       | 82,29 %       |           |               | Union chrétienne-démocrate | 50,39 % | 37 / 73 |                    | Gerhard Stoltenberg    |
| 1979                                       | 83,28 %       |           |               | Union chrétienne-démocrate | 48,29 % | 37 / 73 |                    | Gerhard Stoltenberg    |
| 1983                                       | 84,81 %       |           |               | Union chrétienne-démocrate | 49,00 % | 39 / 74 |                    | Uwe Barschel           |
| 1987                                       | 78,61 %       |           |               | Parti social-démocrate     | 45,23 % | 36 / 73 |                    | Henning Schwarz        |
| 1988                                       | 77,43 %       |           |               | Parti social-démocrate     | 54,76 % | 46 / 74 |                    | Björn Engholm          |
| 1992                                       | 71,74 %       |           |               | Parti social-démocrate     | 46,20 % | 45 / 89 |                    | Björn Engholm          |
| 1996                                       | 71,78 %       |           |               | Parti social-démocrate     | 39,79 % | 33 / 75 |                    | Heide Simonis          |
| 2000                                       | 69,50 %       |           |               | Parti social-démocrate     | 43,08 % | 41 / 89 |                    | Heide Simonis          |
| 2005                                       | 66,55 %       |           |               | Union chrétienne-démocrate | 40,15 % | 30 / 69 |                    | Peter Harry Carstensen |
| 2009                                       | 73,57 %       |           |               | Union chrétienne-démocrate | 31,53 % | 34 / 95 |                    | Peter Harry Carstensen |
| 2012                                       | 60,18 %       |           |               | Union chrétienne-démocrate | 30,76 % | 22 / 69 |                    | Torsten Albig          |
| 2017                                       | 64,24 %       |           |               | Union chrétienne-démocrate | 31,94 % | 25 / 73 |                    | Daniel Günther         |
| 2022                                       | 60,36 %       |           |               | Union chrétienne-démocrate | 43,39 % | 34 / 69 |                    | Daniel Günther         |